# 1987-es Formula–1 ausztrál nagydíj
Az 1987-es Formula–1-es világbajnokság  tizenhatodik futama az ausztrál nagydíj volt.

## Futam
Mansell sérülése miatt a Williams leigazolta Patresét az utolsó nagydíjra, valamint a jövő évre. A Brabhamnél Stefano Modena kapta meg Patrese helyét. Az előző futamot megnyerő Berger ismét a pole-ból indult az ausztrál nagydíjon Prost, Piquet és Senna előtt.
Akárcsak Japánban, az osztrák itt is a rajttól a célig vezetve győzött. A boxkiállások után Senna a második, Alboreto a harmadik helyre jött fel. Prost és Piquet is fékhiba miatt volt kénytelen feladni a futamot. A verseny után a bíróság úgy ítélte meg, hogy a Senna Lotus-Hondájának fékvezetékei szélesebbek a szabályok által megengedettnél, így a brazilt kizárták. Ennek köszönhetően Boutsen a harmadik, Palmer a negyedik helyen végzett. A Ferrari az 1985-ös kanadai nagydíj óta először aratott kettős győzelmet.
Az egyéni világbajnokságot Piquet nyerte 76 ponttal a 61 pontos Mansell és az 57 pontot szerző Senna előtt. A konstruktőrök között a Williams-Honda győzött 137 ponttal a McLaren (76 pont) és a Lotus (64 pont) előtt.
|         | Rsz. | Versenyző          | Csapat                 | Körök | Idő/Kiesések           | Rajthely | Pontok |
| ------- | ---- | ------------------ | ---------------------- | ----- | ---------------------- | -------- | ------ |
| 1       | 28   | Gerhard Berger     | Ferrari                | 82    | 1:52:56,144            | 1        | 9      |
| 2       | 27   | Michele Alboreto   | Ferrari                | 82    | + 1:07,884             | 6        | 6      |
| 3       | 20   | Thierry Boutsen    | Benetton-Ford          | 81    | + 1 kör                | 5        | 4      |
| 4 (1)   | 3    | Jonathan Palmer    | Tyrrell-Ford           | 80    | + 2 kör                | 19       | 3      |
| 5 (2)   | 29   | Yannick Dalmas     | Larrousse-Ford         | 79    | + 3 kör                | 21       | 0*     |
| 6 (3)   | 14   | Roberto Moreno     | AGS-Ford               | 79    | + 3 kör                | 25       | 1      |
| 7       | 10   | Christian Danner   | Zakspeed               | 79    | + 3 kör                | 24       |        |
| 8       | 8    | Andrea de Cesaris  | Brabham-BMW            | 78    | Kicsúszás              | 10       |        |
| 9       | 5    | Riccardo Patrese   | Williams-Honda         | 76    | Olajszivárgás          | 7        |        |
| Kizárva | 12   | Ayrton Senna       | Lotus-Honda            | 82    | Kizárva                | 4        |        |
| Kiesett | 6    | Nelson Piquet      | Williams-Honda         | 58    | Fékek                  | 3        |        |
| Kiesett | 16   | Ivan Capelli       | March-Ford             | 58    | Kicsúszás              | 23       |        |
| Kiesett | 1    | Alain Prost        | McLaren-TAG            | 53    | Fékek                  | 2        |        |
| Kiesett | 18   | Eddie Cheever      | Arrows-Megatron        | 53    | Túlmelegedés           | 11       |        |
| Kiesett | 2    | Stefan Johansson   | McLaren-TAG            | 48    | Fékek                  | 8        |        |
| Kiesett | 19   | Teo Fabi           | Benetton-Ford          | 46    | Fékek                  | 9        |        |
| Kiesett | 23   | Adrián Campos      | Minardi-Motori Moderni | 46    | Erőátvitel             | 26       |        |
| Kiesett | 30   | Philippe Alliot    | Larrousse-Ford         | 45    | Elektronika            | 17       |        |
| Kiesett | 25   | René Arnoux        | Ligier-Megatron        | 41    | Gyújtás                | 20       |        |
| Kiesett | 7    | Stefano Modena     | Brabham-BMW            | 31    | Fizikai állapot        | 15       |        |
| Kiesett | 26   | Piercarlo Ghinzani | Ligier-Megatron        | 26    | Gyújtás                | 22       |        |
| Kiesett | 11   | Nakadzsima Szatoru | Lotus-Honda            | 22    | Felfüggesztés          | 14       |        |
| Kiesett | 17   | Derek Warwick      | Arrows-Megatron        | 19    | Erőátvitel             | 12       |        |
| Kiesett | 9    | Martin Brundle     | Zakspeed               | 18    | Motorhiba              | 16       |        |
| Kiesett | 4    | Philippe Streiff   | Tyrrell-Ford           | 6     | Kicsúszás              | 18       |        |
| Kiesett | 24   | Alessandro Nannini | Minardi-Motori Moderni | 0     | Baleset                | 13       |        |
| NK      | 21   | Alex Caffi         | Osella-Alfa Romeo      | -     | Nem kvalifikálta magát | 27       |        |

## A világbajnokság végeredménye
| H   | Versenyzők       | Pont | H   | Konstruktőrök   | Pont |
| --- | ---------------- | ---- | --- | --------------- | ---- |
| 1.  | Nelson Piquet    | 76   | 1.  | Williams-Honda  | 137  |
| 2.  | Nigel Mansell    | 61   | 2.  | McLaren-TAG     | 76   |
| 3.  | Ayrton Senna     | 57   | 3.  | Lotus-Honda     | 64   |
| 4.  | Alain Prost      | 46   | 4.  | Ferrari         | 53   |
| 5.  | Gerhard Berger   | 36   | 5.  | Benetton-Ford   | 28   |
| 6.  | Stefan Johansson | 30   | 6.  | Tyrrell-Ford    | 11   |
| 7.  | Michele Alboreto | 17   | 7.  | Arrows-Megatron | 11   |
| 8.  | Thierry Boutsen  | 16   | 8.  | Brabham-BMW     | 10   |
| 9.  | Teo Fabi         | 12   | 9.  | Lola-Ford       | 5    |
| 10. | Eddie Cheever    | 8    | 10. | Zakspeed        | 2    |

(A teljes lista)

## Statisztikák
Vezető helyen:
- Gerhard Berger: 82 (1-82)

Gerhard Berger 3. győzelme, 3. pole-pozíciója, 5. leggyorsabb köre, 1. mesterhármasa (gy, pp, lk)
- Ferrari 93. győzelme.

Teo Fabi utolsó versenye.